# Podgoria (okręg Buzău)
Podgoria – wieś w Rumunii, w okręgu Buzău, w gminie Podgoria. W 2011 roku liczyła 1182 mieszkańców.